# Gábor Egressy
Gábor Egressy, född 1807, död 30 juli 1866, var en ungersk skådespelare.
Egressy studerade i Wien, var 1837–48 samt från 1856 anställd vid nationalteatern i Budapest, där han firade triumfer bland annat som Hamlet, Kung Lear och Othello samt gjorde sig bemärkt som Shakespeareöversättare. Egressy deltog som honvédofficer och regeringskommissarie lidelsefullt i 1848–1849 års revolution och landsförvisades efter dess misslyckande på 5 år.